# Nikolai Grube
Nikolai Grube (Bonn, 1962. június 6. –) német majakutató, epigráfus. Nagy nemzetközi visszhangot kiváltó eredményeket ért el a maja írás, a maja feliratok megfejtésében és a maja történelem terén.

## Élete és munkássága
Már középiskolai tanulmányai idején maja tanulmányokat publikált. 1982-ben lett a Hamburgi Egyetem hallgatója, ahol a közép-amerikai kultúrákkal, etnológiával és indológiával kapcsolatos tanulmányokat folytatott. 1985-ben diplomázott. Doktori disszertációját ugyanitt nyújtotta be 1990-ben. Ezután a Bonni Egyetemen folytatta tudományos munkásságát.
Az antropológia és a történelem professzora volt a texasi egyetemen is. Számos nagy régészeti projekten dolgozott az egykori maja civilizáció térségében, különösen Caracolnál Belizében és Yaxha térségében Guatemala Petén körzetében. Folyékonyan beszéli a modern jukaték-maja nyelvet. Linda Schele amerikai majakutatóval együtt előadásokat tartott, munkaműhelyeket vezetett mexikói és guatemalai maja etnikumú szakemberek számára a maja hieroglif írás tanulmányozására.
Az 1990-es években Grube maja sztélék feliratait rögzítette Naachtun lelőhelyen. Simon Martin amerikai majakutató epigráfussal együttműködve dolgozta ki azt az elméletet, hogy a maja klasszikus korszak történelmét Tikal és Calakmul rivális városállamok harca dominálta.
1992 és 1995 között a Deutsche Forschungsgemeinschaft nevű alapítvány finanszírozta a 19. századi maja cruzoob vallási mozgalom nyelvi hagyományainak vizsgálatára irányuló tevékenységét. 2010-ben a bonni egyetem interdiszciplináris latin-amerikai központjának egyik igazgatója volt. Nikolai Grube a mexikói Mexicon folyóirat szerkesztője és az Arqueología Mexicana tudományos folyóirat konzultánsa.
2014-től ő vezeti az összes elérhető klasszikus maja szöveg számítógépes adatbázisának és a klasszikus maja nyelv szótárának összeállítására irányuló projektet (Text Database and Dictionary of Classic Mayan), aminek munkáját 15 évre tervezték.

## Fordítás
- Ez a szócikk részben vagy egészben  a   Nikolai Grube című angol Wikipédia-szócikk ezen változatának fordításán alapul.  Az eredeti cikk szerkesztőit annak laptörténete sorolja fel. Ez a jelzés csupán a megfogalmazás eredetét és a szerzői jogokat jelzi, nem szolgál a cikkben szereplő információk forrásmegjelöléseként.